# 1964-es Ázsia-kupa
Az 1964-es Ázsia-kupa volt a harmadik kontinentális labdarúgótorna az Ázsia-kupa történetében. A zárókört Izraelben rendezték 1964. május 26. és június 9. között. A kupát a házigazda Izrael válogatottja nyerte meg.

## Selejtező torna
- Izrael (rendező)
- Dél-Korea (címvédő)
- India játék nélkül jutott be a tornára. ( Irán és  Pakisztán és néhány másik válogatott visszalépett a selejtezőtől, politikai okok miatt).

| Csapat      | J | Gy | D | V | Rg | Kg | Gk | P |
| ----------- | - | -- | - | - | -- | -- | -- | - |
| Hongkong    | 3 | 2  | 1 | 0 | 11 | 7  | +4 | 5 |
| Dél-Vietnám | 3 | 2  | 0 | 1 | 9  | 7  | +2 | 4 |
| Malajzia    | 3 | 1  | 0 | 2 | 9  | 10 | –1 | 2 |
| Thaiföld    | 3 | 0  | 1 | 2 | 4  | 9  | -5 | 1 |

| 1963. december 7. |

| Hongkong | 3–3 | Thaiföld |
| -------- | --- | -------- |
|          |     |          |

| Dél-Vietnám |

| 1963. december 7. |

| Dél-Vietnám | 5–3 | Malajzia |
| ----------- | --- | -------- |
|             |     |          |

| Dél-Vietnám |

| 1963. december 11. |

| Malajzia | 3–1 | Thaiföld |
| -------- | --- | -------- |
|          |     |          |

| Dél-Vietnám |

| 1963. december 11. |

| Dél-Vietnám | 1–4 | Hongkong |
| ----------- | --- | -------- |
|             |     |          |

| Dél-Vietnám |

| 1963. december 14. |

| Hongkong | 4–3 | Malajzia |
| -------- | --- | -------- |
|          |     |          |

| Dél-Vietnám |

| 1963. december 14. |

| Dél-Vietnám | 3–0 | Thaiföld |
| ----------- | --- | -------- |
|             |     |          |

| Dél-Vietnám |

## Zárókör
| Csapat    | J | Gy | D | V | Rg | Kg | Gk | P |
| --------- | - | -- | - | - | -- | -- | -- | - |
| Izrael    | 3 | 3  | 0 | 0 | 5  | 1  | +4 | 6 |
| India     | 3 | 2  | 0 | 1 | 5  | 3  | +2 | 4 |
| Dél-Korea | 3 | 1  | 0 | 2 | 2  | 4  | –2 | 2 |
| Hongkong  | 3 | 0  | 0 | 3 | 1  | 5  | -4 | 0 |

| 1964. május 26. 16:30 |

| Izrael       | 1–0   | Hongkong |
| ------------ | ----- | -------- |
| Spiegler 76' | (0–0) |          |

| Ramat Gan Stadion, Ramat Gan Nézőszám: 25 000 Játékvezető: Patrick Nice (maláj) |

| 1964. május 27. 16:30 |

| Dél-Korea | 0–2   | India                            |
| --------- | ----- | -------------------------------- |
|           | (0–1) | K. Appalaraju 2' Inder Singh 57' |

| Kirjat Eliézer Stadion, Haifa Nézőszám: 7 000 Játékvezető: Davoud Nassiri (iráni) |

| 1964. május 29. 16:00 |

| Izrael                              | 2–0   | India |
| ----------------------------------- | ----- | ----- |
| Spiegler 29' (11-esből) Aharóni 76' | (1–0) |       |

| Bloomfield Stadion, Tel-Aviv Nézőszám: 20 000 Játékvezető: Li Pak Tung (maláj) |

| 1964. május 31. 16:30 |

| Dél-Korea        | 1–0   | Hongkong |
| ---------------- | ----- | -------- |
| Bae Keum-Soo 74' | (0–0) |          |

| Hebrew University Stadion, Jeruzsálem Nézőszám: 7 000 Játékvezető: Pisit Ngarampanich (thaiföldi) |

| 1964. június 2. 16:30 |

| India                                                    | 3–1   | Hongkong            |
| -------------------------------------------------------- | ----- | ------------------- |
| Inder Singh 45' Sukumar Samajapati 60' Chuni Goswami 77' | (1–1) | Cheung Yiu Kwok 39' |

| Bloomfield Stadion, Tel-Aviv Nézőszám: 5 000 Játékvezető: Patrick Nice (maláj) |

| 1964. június 2. 16:00 |

| Dél-Korea         | 1–2   | Izrael           |
| ----------------- | ----- | ---------------- |
| Huh Yoon-Jung 79' | (0–2) | Leon 20' Tis 38' |

| Ramat Gan Stadion, Ramat Gan Nézőszám: 35 000 Játékvezető: Davoud Nassiri (iráni) |

## Győztes
| Az 1964-es Ázsia-kupa győztese |
| ------------------------------ |
| IZRAEL 1. cím                  |

## Gólszerzők
2 gólos
- Inder Singh
- Mordeháj Spiegler

1 gólos
- Cheung Yiu Kwok
- K. Appalaraju
- Chuni Goswami
- Sukumar Samajapati
- Joháj Aharóni
- Móse Leon
- Gideon Tis
- Bae Keum-Soo
- Huh Yoon-Jung